# Lista siturilor arheologice din județul Botoșani - E
Lista siturilor arheologice din județul Botoșani - E conține toate siturile arheologice din județul Botoșani înscrise în Repertoriul Arheologic Național (RAN) și aflate în localități al căror nume începe cu litera E. RAN este administrat de Ministerul Culturii și Patrimoniului Național și cuprinde date științifice, cartografice, topografice, imagini și planuri, precum și orice alte informații privitoare la zonele cu potențial arheologic, studiate sau nu, încă existente sau dispărute.
Puteți căuta un sit din localitățile care încep cu litera E folosind formularul de mai jos sau puteți naviga prin toate siturile din județ la Lista siturilor arheologice din județul Botoșani.
| Cod RAN     | Denumire | Localitate                | Adresă          | Datare                                      | Descoperit       | Coordonate                                    | Imagine           | Erori            |
| ----------- | --- | ------------------------- | --------------- | ------------------------------------------- | ---------------- | --------------------------------------------- | ----------------- | ---------------- |
| 35973.01.01 | Situl arheologic de la Eșanca - Budăi / ansamblu anonim (Categorie: locuire civilă) (Tip: Așezare)                       | sat Eșanca, oraș Darabani | Budăi           | Cucuteni - A-B                              | înv. D. Jar 1973 | 48°09′30″N 26°39′35″E / 48.15834°N 26.65959°E | Încărcați imagine | Raportați eroare |
| 35973.01.02 | Situl arheologic de la Eșanca - Budăi / ansamblu anonim (Categorie: locuire civilă) (Tip: Așezare)                       | sat Eșanca, oraș Darabani | Budăi           | Horodiștea-Gordinești aprox.3.500-2.500 ani | înv. D. Jar 1973 | 48°09′30″N 26°39′35″E / 48.15834°N 26.65959°E | Încărcați imagine | Raportați eroare |
| 35973.01.03 | Situl arheologic de la Eșanca - Budăi / ansamblu anonim (Categorie: locuire civilă) (Tip: Așezare)                       | sat Eșanca, oraș Darabani | Budăi           | sec. XIV                                    | înv. D. Jar 1973 | 48°09′30″N 26°39′35″E / 48.15834°N 26.65959°E | Încărcați imagine | Raportați eroare |
| 35973.02.01 | Situl arheologic de la Eșanca - Vatra satului / ansamblu anonim (Categorie: locuire civilă) (Tip: Așezare deschisă)      | sat Eșanca, oraș Darabani | Vatra satului   | Cucuteni - B                                | 1908 1870        | 48°09′58″N 26°39′09″E / 48.16606°N 26.65256°E | Încărcați imagine | Raportați eroare |
| 35973.02.05 | Situl arheologic de la Eșanca - Vatra satului / ansamblu anonim (Categorie: locuire civilă) (Tip: Așezare deschisă)      | sat Eșanca, oraș Darabani | Vatra satului   | sec. XVIII                                  | 1908 1870        | 48°09′58″N 26°39′09″E / 48.16606°N 26.65256°E | Încărcați imagine | Raportați eroare |
| 35973.02.02 | Situl arheologic de la Eșanca - Vatra satului / ansamblu anonim (Categorie: locuire civilă) (Tip: așezare deschisă)      | sat Eșanca, oraș Darabani | Vatra satului   | Noua aprox. 1500/1400-1150 ani              | 1908 1870        | 48°09′58″N 26°39′09″E / 48.16606°N 26.65256°E | Încărcați imagine | Raportați eroare |
| 35973.02.03 | Situl arheologic de la Eșanca - Vatra satului / ansamblu anonim (Categorie: locuire civilă) (Tip: așezare deschisă)      | sat Eșanca, oraș Darabani | Vatra satului   | Corlăteni - Chișinău aprox. 1.200-800 ani   | 1908 1870        | 48°09′58″N 26°39′09″E / 48.16606°N 26.65256°E | Încărcați imagine | Raportați eroare |
| 35973.02.04 | Situl arheologic de la Eșanca - Vatra satului / ansamblu anonim (Categorie: locuire civilă) (Tip: așezare deschisă)      | sat Eșanca, oraș Darabani | Vatra satului   | Sântana de Mureș - Cerneahov sec. IV-V      | 1908 1870        | 48°09′58″N 26°39′09″E / 48.16606°N 26.65256°E | Încărcați imagine | Raportați eroare |
| 35973.03.01 | Situl arheologic de la Eșanca - Dealul Urlei / ansamblu anonim (Categorie: descoperire funerară) (Tip: așezare deschisă) | sat Eșanca, oraș Darabani | Dealul Urlei    | Cucuteni - A-B                              | înv. D. Jar 1973 | 48°10′36″N 26°40′03″E / 48.17657°N 26.66761°E | Încărcați imagine | Raportați eroare |
| 35973.03.02 | Situl arheologic de la Eșanca - Dealul Urlei / ansamblu anonim (Categorie: descoperire funerară) (Tip: așezare deschisă) | sat Eșanca, oraș Darabani | Dealul Urlei    |                                             | înv. D. Jar 1973 | 48°10′36″N 26°40′03″E / 48.17657°N 26.66761°E | Încărcați imagine | Raportați eroare |
| 35973.04.01 | Movila Săliștea de la Eșanca / ansamblu anonim (Categorie: decoperire funerară) (Tip: Movilă)                            | sat Eșanca, oraș Darabani | Movila Săliștea |                                             | O. L. Șovan 2009 | 48°09′47″N 26°38′37″E / 48.16317°N 26.64369°E | Încărcați imagine | Raportați eroare |